# Léon Dierx
Léon Dierx (Saint-Denis, 31 marzo 1838 – Parigi, 11 giugno 1912) è stato un poeta francese, tra i maggiori esponenti del movimento Parnasse.

## Biografia
Nacque nell'isola francese della Riunione da Marie Dehaulme e Marais Dierx, un commerciante. Dopo aver studiato al liceo di Saint-Denis, il 15 agosto 1853 lasciò l'isola natale per terminare gli studi nella Francia metropolitana. Dopo aver concluso gli studi a Parigi si spostò in Gran Bretagna per un breve soggiorno di studio e di piacere. Rientrato nella capitale francese iniziò a frequentare l'ambiente mondano dell'epoca e venne in contatto con numerosi poeti e artisti, nel 1858 pubblicò il suo primo lavoro poetico. Tra il 1860 e il 1863 compì diversi viaggi che lo portarono a visitare l'Algeria, l'Italia e la Germania. Rientrato a Parigi divenne allievo di Leconte de Lisle ed esponente del Parnassianesimo. La sua produzione si concentrò soprattutto tra gli anni sessanta e settanta del XIX secolo, al centro della sua opera vi fu principalmente il tema della nostalgia per i luoghi natali. Successivamente, a causa dei problemi economici che colpirono la sua famiglia, trovò lavoro come impiegato commerciale per una compagnia ferroviaria e di conseguenza il proseguimento della sua carriera artistica divenne problematico. Dierx abbandonò l'attività poetica dopo aver curato l'edizione completa delle sue opere nel 1889.
Morì nel 1912 e venne sepolto nel Cimitero dei Batignolles, a Parigi.

## Riconoscimenti
Nel 1896 venne insignito dall'Accademia di Francia del premio Estrade Delcros.
A Saint-Denis (Riunione) gli è stato intitolato un museo di arte moderna e contemporanea; i fondatori volevano dare al museo il suo nome già nel 1911 ma fu lo stesso Dierx a chiedere che l'intitolazione avvenisse solo dopo la sua morte.

## Opere
- Aspirations (1858)
- Poèmes et poésies (1864)
- Lèvres closes (1867)
- Paroles d'un vaincu (1871)
- La Rencontre (1875)
- Les Amants (1879)